# REST (softwarearkitektur)
 For alternative betydninger, se Rest. (Se også artikler, som begynder med Rest)
REST (Representational state transfer) er en softwarearkitekturstil, der består af webservices, der overholder en række bestemte krav. Hvis en webservice opfylder kravene siges den at være en RESTful webservice. En RESTful webservice gør der muligt at tilgå og manipulere en tekstlig repræsentation af webressourcer ved at bruge nogle foruddefinerede operationer. Andre typer af webservices, som f.eks. SOAP, tillader vilkårlige operationer.
Når en RESTful webservice, modtager et request (forespørgsel) til en resurse URI kan den svare med indhold i formatet: HTML, XML, JSON, eller et andet format. Svaret skal indeholde information om, hvorvidt ressourcen har ændret tilstand, og svaret kan indeholde links til andre relevante ressourcer. Når HTTP benyttes er det normalt følgende (HTTP methods) der bruges: GET, HEAD, POST, PUT, PATCH, DELETE, CONNECT, OPTIONS and TRACE.